# Голубая земля

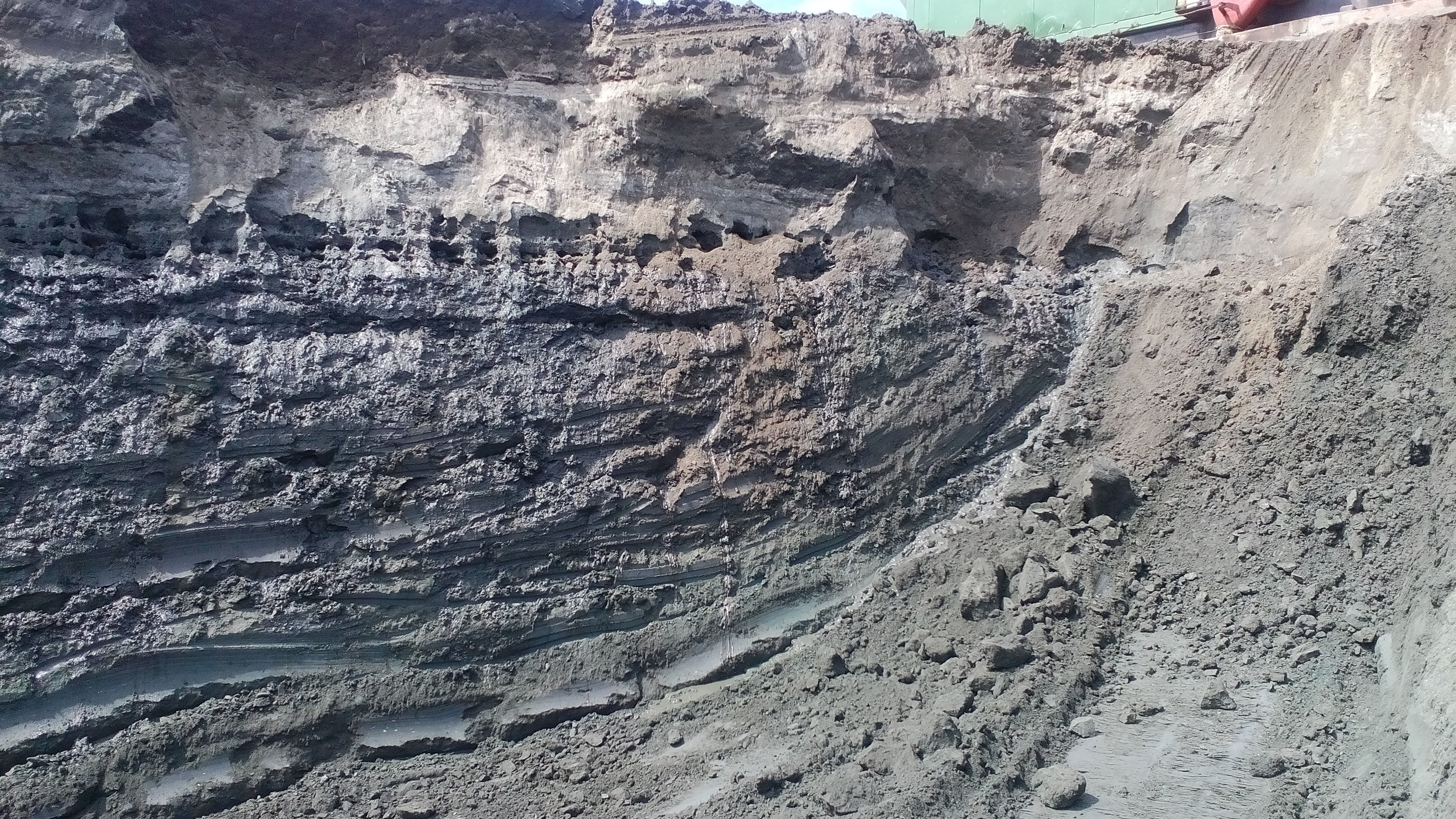
Голубая земля Приморского карьера АО «Калининградский янтарный комбинат»

Голубая земля (англ. Blue Ground) — глауконито-слюдисто-кварцевые пески и алеврита с прослоями тёмных глин со средней мощностью около 7 метров; песчано-глинистые отложения морского происхождения, широко распространённая в западной части Калининградского полуострова. Является пачкой внутри прусской свиты. Содержит наиболее крупные скопления янтаря. Благодаря глаукониту содержащая янтарь порода имеет тёмно-зелёную, серовато- или голубовато-зелёную окраску, отчего и называется голубой землёй (особенно заметно отливает она голубизной на солнце). По новейшим данным, интервал голубой земли прусской свиты соответствует диноцистовой зоне Rhombodinium perforatum первой половины приабонского яруса верхнего эоцена, тогда как более высокие толщи прусской свиты (плывун, белая стена) отнесены к интервалу диноцистовой зоны Thalassiphora reticulata позднего приабона.

## Описание

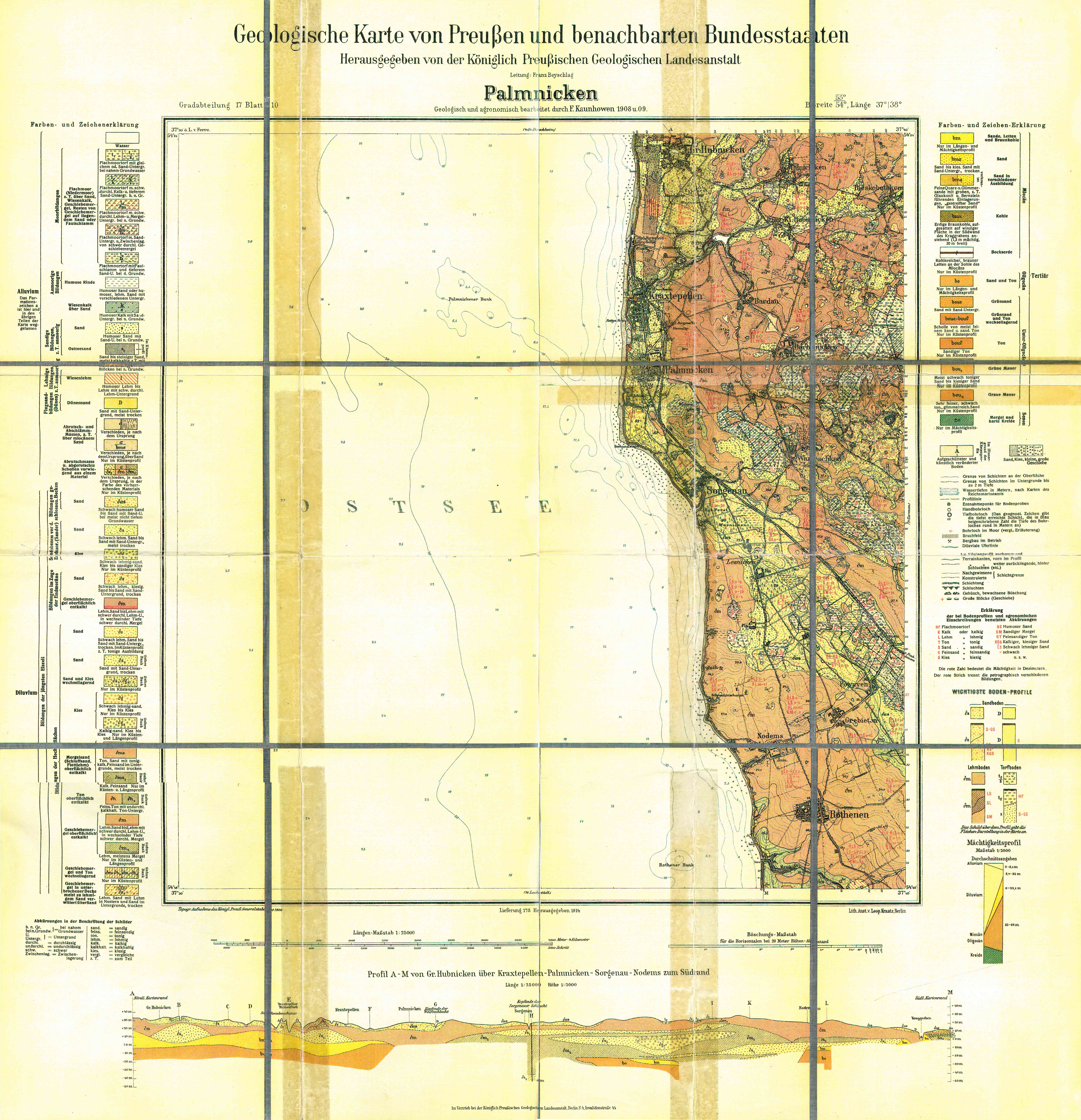
Геологическая карта Пальмникена 1908—1909 годов

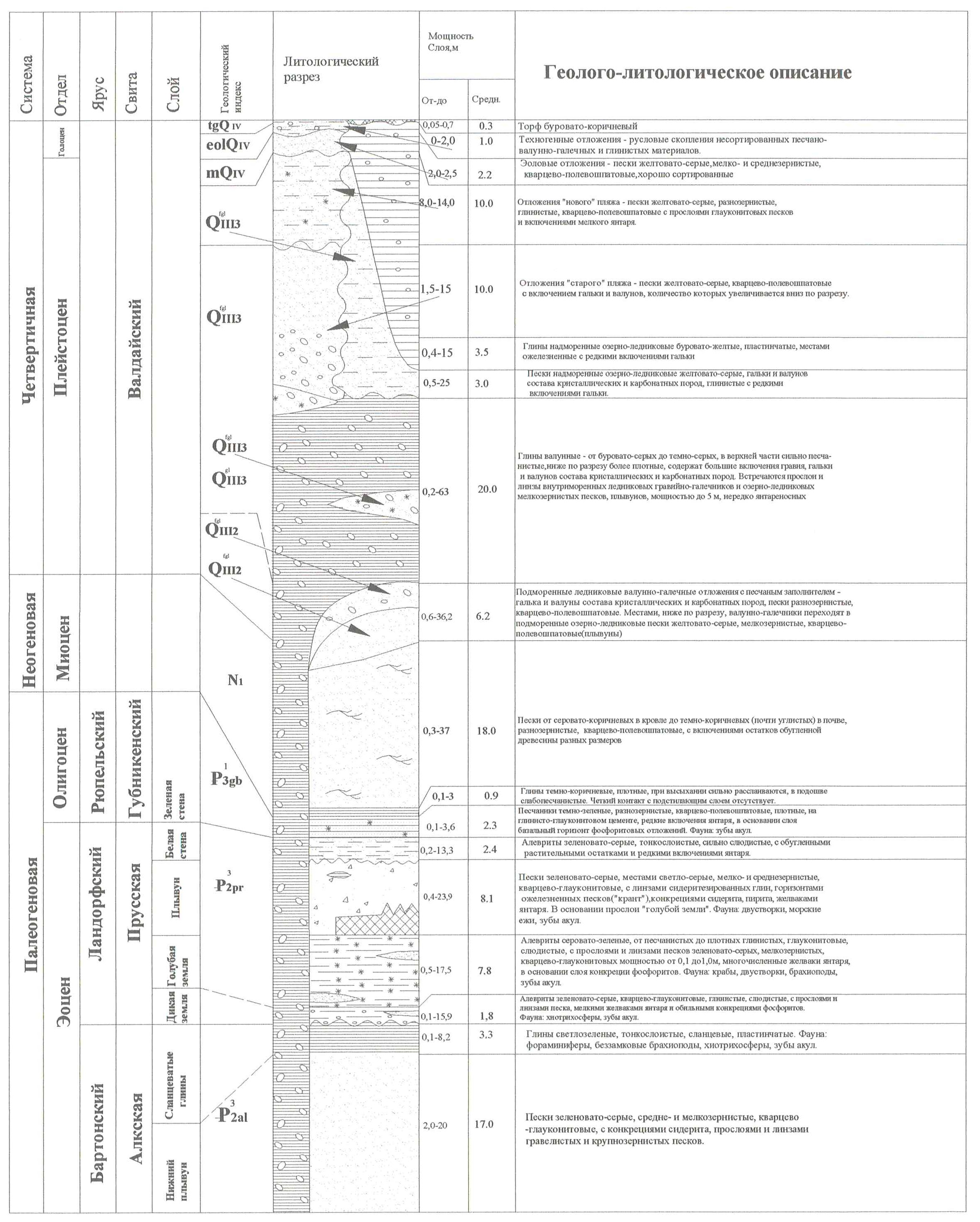
Голубая земля в сводной литолого-стратиграфической колонке Приморского месторождения

Янтареносный пласт «голубой земли» Пальмникенского меторождения (осваивается Калининградским янтарным комбинатом) мощностью от 0,5 до 20 м относится к прусской свите верхнего эоцена и состоит из глауконито-кварцевого глинистого песка с многочисленными зёрнами и желваками янтаря. Считается, что янтареносная голубая земля отложилась в передовой части крупной палеодельты, сейчас её естественный выход на шельфе Земландского полуострова размывается, и янтарь переотлагается в Куршской лагуне и на пляжах Балтийского побережья.
Эта земля состоит из разновеликих прозрачных зёрен кварца, угловатых и окатанных, редких листочков и пластинок светлой слюды — мусковита, серых и розоватых зёрен полевых шпатов, зёрен глауконита. Попадаются также зёрна стально-серого ильменита, фарфоровидного лейкоксена, тёмно-зелёные блестящие кристаллики турмалина, мелкие призмочки бесцветного циркона, красновато-коричневого рутила, лимонно-жёлтого ставролита, синеватого дистена, разноцветные зёрнышки эпидота, нежно-розового граната, конвертоподобные призмочки сфена, ромбоэдры сидерита, водяно-прозрачные угловатые обломки корунда, серые кусочки фосфорита, золотистые кристаллики пирита, комочки глины и пыли, облепляющие зёрна кварца и глауконита. Зёрна глауконита достигают 2 мм в диаметре и поэтому различимы даже невооружённым глазом. Обычно это бобовидные округлые зёрна различных оттенков зелёного цвета.

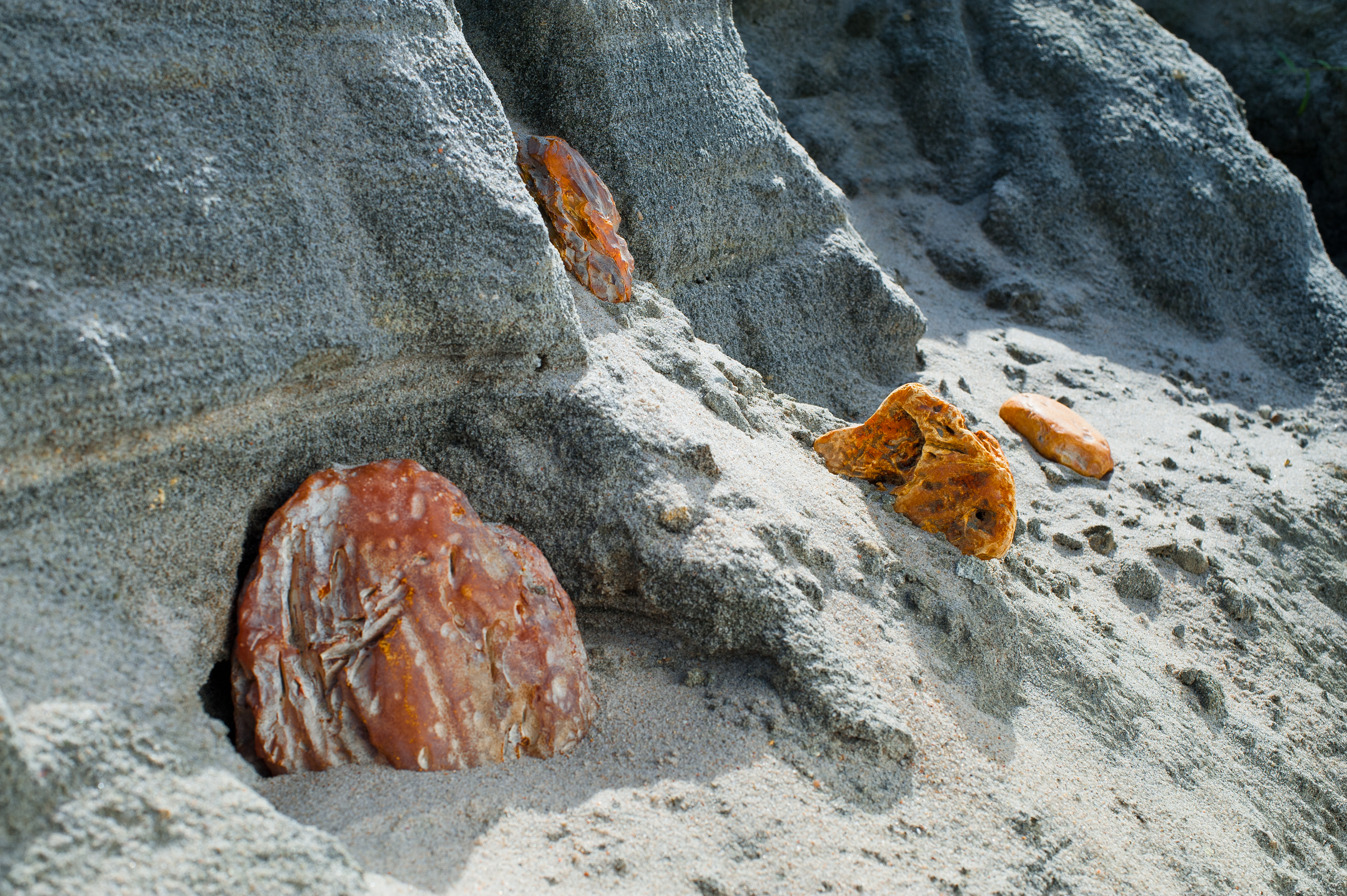
«Голубая земля» с крупным янтарём Приморского карьера янтарного комбината

Глубина залегания голубой земли в районе Пляжевого участка Приморского месторождения Янтарного комбината составляет 8—10 м, мощность голубой земли от 1 до 10,2 м (чаще 2,9—6,2 м), среднее содержание в ней янтаря 1588—2471 г/м3[прояснить]. Попадаются куски редчайшей красоты и величины. Чем дальше от побережья Балтийского моря, тем больше глубина залегания голубой земли. Если на северо-западе в районе посёлка Филино содержащая янтарь порода даже обнажается в основании береговых уступов, то в западном направлении она залегает на глубине 80—100 м от поверхности.
Палеогеновые пласты Южной Прибалтики представляют собой только часть огромного янтарьсодержащего горизонта, обнажающегося в Белоруссии (в Минской и Гродненской областях) и на Украине (в Ровенской области, где известно Клёсовское месторождение). Наличие этого горизонта подтверждено буровыми работами. Немецкий исследователь Г. Конвентц считает, что породы, содержащие янтарь, продолжаются в западном направлении до побережья Англии.

## Палеофауна
Голубая земля содержит многочисленные ископаемые остатки морской фауны. Среди прочих часты ракообразные, представленые большим числом таксонов. Оттуда описаны остатки усоногих рачков балянусов (Balanus unguiformis), раков-отшельников Pagurus damesii, омаров Hoploparia klebsii и разнообразных крабов. Последние, по современным систематическим представлениям, относятся к одному из восьми видов, среди которых наиболее часты Coeloma balticum. 
Кроме ракообразных, в голубой земле встречаются остатки других ископаемых животных. Например, полые домики-раковинки многощетинковых червей серпулид Serpula flagelliformis, Serpula heptagona и Ditrupa strangulata. Будучи обрастателями, серпулиды в этих отложениях часто встречаются на субстрате.
Самые многочисленные находки — различные остатки моллюсков, представленные большим числом видов и форм. По последним данным, моллюски голубой земли представлены лопатоногими (Antalis acutum); гастроподами (роды Aporrhais, Onustus, Fusus, Athleta, Cilichna, Galeodea, Pseudoneptunea и др.) и двустворками (роды Ostrea, Gigantostrea, Pecten, Atrina, Nuculana, Anomia, Arctica, Panopea и др.). 
Мшанки представлены рядом видов. Морские ежи голубой земли не менее разнообразны, чем двустворки и гастроподы, и, согласно современным данным, представлены 13 видами, чаще всего Hemipatagus sambiensis и Scutella noetlingi.
Столь внушительный список морских ископаемых показывает, что древний биоценоз времен формирования голубой земли был богат и разнообразен, а биотоп представлял собой прибрежную сублитораль, прогретую солнцем теплую лагуну. 
Кроме разнообразной бентосной фауны беспозвоночных, в голубой земле известны многочисленные остатки древних позвоночных животных: остатками химер, зубами акул и скатов, зубами крокодилов.
Присутствие значительного количества глауконита и наличие морской фауны определённо указывает на то, что голубая земля имеет морское происхождение и отлагалась на сравнительно небольшой глубине (глинистость, мелкозернистость отложений и пр.). Присутствие в этих отложениях крупных зёрен кварца и других минералов свидетельствует о формировании этих осадков недалеко от устья реки, приносившей в бассейн грубокластический материал и, возможно, янтарь из глубины континента.

## Янтарь
В голубой земле янтарь встречается кусками массой от нескольких миллиграммов до 5—6 кг, нигде не образуя сколько-нибудь больших скоплений. В янтароносных отложениях куски янтаря располагаются или плашмя (54 %) или с некоторым наклоном в ту или иную сторону. Содержание янтаря на отдельных горизонтах неодинаково.